# Piast-slægten
Piast-slægten (polsk: Piastowie; Dynastia Piastów) var det første herskende dynasti i Kongeriget Polen. Den første dokumenterede polske monark var prins Mieszko I (935-992). Piast-slægtens regeringstid i Polen endte i 1370 med kong Kasimir IIIs død.
Grene af Piast-slægten fortsatte med at regere i Fyrstendømmet Masovien og i de Schlesiske hertugdømmer, indtil den sidste mandlige Schlesiske Piast døde i 1675. Piast-slægten giftede sig ind i flere adelsslægter i Europa, og besad adskillige titler, nogle inden for det Tysk-romerske kejserrige.